# La Lumière blanche
La Lumière blanche est un livre écrit par Anique Poitras paru en 1993, le premier tome de la série Sara.

## Résumé
Sara, une adolescente canadienne, vient d'arriver à Montréal. Serge s'est installé peu de temps avant dans la maison voisine de chez elle.
Au fur et à mesure des rencontres, Serge arrive à séduire Sara par ses qualités : jeune, sportif, bon en dessin. Il gagne même un concours qui voit son dessin "La Soif de vivre" être utilisé pour une affiche, qui sera présente dans toute la ville.
Malheureusement, la vie idyllique s'arrête brusquement. Serge est fauché par une voiture en voulant récupérer un ballon sur la route. Ce jeune et premier amour entre deux adolescents s'arrête brusquement.
Dans le même temps, alors que Sara a des difficultés à remonter la pente après ce tragique accident, ses parents divorcent. Son père déménage en Ontario, sa mère demeure à Montréal. Ses amies veulent l'aider, en lui présentant d'autres garçons, mais rien n'y fait.

## Prix littéraires
1994 : Finaliste du prix littéraire Desjardins, catégorie "Littérature jeunesse"
1994-1995 : Lauréat du prix Imprimerie Gagné-Livromanie, catégorie "12 à 17 ans"